# カロルコ・ピクチャーズが制作した映画のリスト
アメリカの独立系映画会社が制作・配給している映画の年代順リストカロルコ・ピクチャーズ：

## フィルモグラフィ
- サイレント・パートナー The Silent Partner (1978)

### 1980年代
- チェンジリング The Changeling (1980)
- 迷信 〜呪われた沼〜 Superstition (1982)
- ランボー First Blood (1982)
- ランボー/怒りの脱出 Rambo: First Blood Part II (1985)
- エンゼル・ハート Angel Heart (1987)
- ダブルボーダー Extreme Prejudice (1987)
- デーモン・ギャラクシー/魔女伝説 Nightflyers (1987)
- パラダイム Prince of Darkness (1987)
- Pound Puppies and the Legend of Big Paw (1988)
- ランボー3/怒りのアフガン Rambo III (1988)
- レッドブル Red Heat (1988)
- メタル・ブルー Iron Eagle II (1988)
- ゼイリブ They Live (1988)
- ウォッチャーズ/第3生命体 Watchers (1988)
- ザ・デプス DeepStar Six (1989)
- ホワイトウイザード Pathfinder (1989)
- ロックアップ Lock Up (1989)
- ジョニー・ハンサム Johnny Handsome (1989)
- ショッカー Shocker (1989)
- ミュージックボックス Music Box (1989)
- ゴッド・フード Food of the Gods II (1989)

### 1990年代
- 愛と野望のナイル Mountains of the Moon (1990)
- トータル・リコール Total Recall (1990)
- エア★アメリカ Air America (1990)
- ジェイコブス・ラダー Jacob's Ladder (1990)
- カナディアン・エクスプレス Narrow Margin (1990)
- ハムレット Hamlet (1990)
- 裸の十字架を持つ男/エクソシストフォーエバー Repossessed (1990)
- キング・オブ・ニューヨーク King of New York (1990)
- Babies (1990) テレビ映画
- Dangerous Passion (1990) テレビ映画
- Shattered Dreams (1990) テレビ映画
- L.A.ストーリー/恋が降る街 L.A. Story (1991)
- ドアーズ The Doors (1991)
- ターミネーター2 Terminator 2: Judgment Day (1991)
- クイーンズ・ロジック/女の言い分・男の言い訳 Queens Logic (1991)
- ペテン師ハリーの大逆転 Sweet Talker (1991)
- Dice Rules (1991)
- ディフェンスレス/密会 Defenseless (1991)
- ダーク・ウィンド The Dark Wind (1991)
- ランブリング・ローズ Rambling Rose (1991)
- ゲット・バック Get Back (1991)
- Chernobyl: The Final Warning (1991) テレビ映画
- 氷の微笑 Basic Instinct (1992)
- ユニバーサル・ソルジャー Universal Soldier[1] (1992)
- チャーリー Chaplin (1992)
- エイセス/大空の誓い Aces: Iron Eagle III (1992)
- ライト・スリーパー  Light Sleeper (1992)
- Mario and the Mob (1992) テレビ映画
- クリフハンガー Cliffhanger (1993)
- Mona Must Die (1994)
- ビッグ・ランニング Wagons East! (1994)
- スターゲイト Stargate (1994)
- ショーガール Showgirls[2] (1995)
- ラスト・オブ・ドッグメン Last of the Dogmen (1995)
- カットスロート・アイランド Cutthroat Island (1995)